# 朝山新一

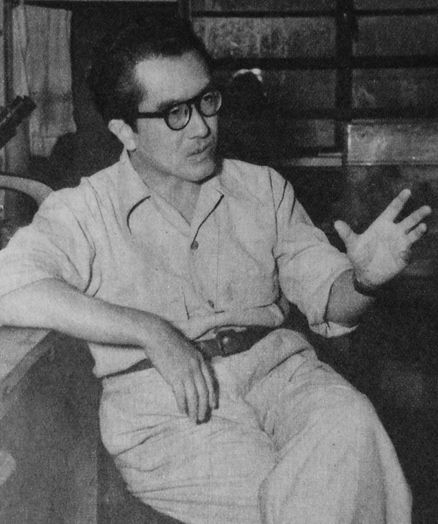
1953年の朝山

朝山 新一（あさやま しんいち、1908年（明治41年）1月18日 - 1978年（昭和53年）11月7日）は、日本の性科学者、発生学者。戦前、労働者、学生の性行動を調べ、戦後「現代学生の性行動」を報告。日本のキンゼイ博士と言われた。

## 略歴
京都府生まれ。1934年（昭和9年）、京都帝国大学理学部動物学科卒業。大学院修了。1941年（昭和16年）、新京畜産獣医大学教授。1944年から1946年は応召され、満州時代は最も起伏の多い経験をしたと述べている。1947年（昭和22年）、神戸経済大学予科教授。1949年（昭和24年）、大阪市立大学理工学部教授（生物学教室動物発生形態学）、理学部長 (1967 - 1969) を経て、大阪市立大学名誉教授、1971年（昭和46年）3月定年退職。
1972年（昭和47年）、松村博雄、間宮武らと日本性教育協会を設立。1975年（昭和50年）、総理府からの依頼で「青少年の性行動 - わが国の高校生・大学生に関する調査報告」をまとめる。1978年（昭和53年）11月、ローマで開催された第3回「World Congress of Sexology」に参加。帰国後、心筋梗塞により死去。70歳没。翌年メキシコで開催された第4回「国際性学会議」でキンゼイ博士と共に第1回「国際性学賞」を受賞した。

## 著書
- 『性の現象』弘文堂書房 (教養文庫)、1939年
- 『性の現象』臼井書房、1948年
- 『現代学生の性行動』臼井書房、1949年
- 『生物』編著、毎日新聞社 (私の実験室)、1954年
- 『性の記録』六月社、1957年
- 『20世紀のセックス』中央公論社、1958年
- 『生活の中のセックス』講談社 (ミリオン・ブックス)、1960年
- 『性教育 - 教師と両親のためのテキスト』中央公論社 (中公新書)、1967年
- 『さようならありがとうみんな - 癌と闘った夫妻の記録』中央公論社 (中公新書)、1971年
- 『ライフサイエンスにおける性と生殖』共著、共立出版、1986年

## 翻訳
- ワトスン『生物誌』創元社、1940年
- ミッチェル『動物の子供時代』高谷博共訳、創元社、1941年
- キンゼイ他『人間女性における性行動』上下巻、共訳、コスモポリタン社、1954年
- E.W.ジョンソン『性を知りたい - アメリカ中高校生の副読本』監修・訳、祥伝社 (ノン・ブック)、1973年
- ジョン・マネー、パトリシア・タッカー『性の署名 - 問い直される男と女の意味』共訳、人文書院、1979年